# Oszczadnica (potok)
Oszczadnica (słow. Oščadnica) – duży potok w Beskidzie Żywiecko-Kisuckim, lewobrzeżny dopływ Kisucy. Należy do zlewiska Morza Czarnego. Cały bieg potoku znajduje się w granicach wsi Oszczadnica w powiecie Czadca na Słowacji.
Źródła na wysokości ok. 1050 m n.p.m. na północnych stokach Wielkiej Raczy. Spływa początkowo krótko w kierunku północnym, a następnie w kierunku północno-zachodnim głęboką, zalesioną i początkowo bezludną doliną, przyjmując szereg drobnych dopływów ze stoków Wielkiego Przysłopu i Kikuli. W miejscu, gdzie przyjmuje prawobrzeżny dopływ – potok Hrabovec (ok. 490 m n.p.m.) – wykręca ku południowemu zachodowi i w dolnej części wsi Oszczadnica, na wysokości ok. 396 m n.p.m., uchodzi do Kisucy.
Oszczadnica odwadnia rozległy obszar sięgający na wschodzie po główny europejski dział wodny na odcinku od Wielkiej Raczy przez Wielki Przysłop i Magurę po Kikulę. Na południu obszar ten ogranicza grzbiet Wielka Racza – Upratiská – Kalinový vrch – Hackov vrch, zaś na północy grzbiet Kikula – Starý košiar – Liesková – Javorské. Najważniejsze dopływy prawostronne: Hanzlov potok, Hrabovec, Javorský potok, lewostronne: Lalikov potok, Dedovka.
Zwarta zabudowa Oszczadnicy ciągnie się w górę doliny potoku aż po ujście jego prawobrzeżnego dopływu, zwanego Hanzlov potok (ok. 520 m n.p.m.). Wyżej w dolinie spotkamy luźniej rozrzucone gospodarstwa oszczadnickiego przysiółka Závozy, dochodzące aż po leśniczówkę Tichá (ok. 650 m n.p.m.). Wzdłuż całej doliny Oszczadnicy aż po wspomnianą leśniczówkę biegnie droga jezdna.
Źródła Oszczadnicy leżą w granicach rezerwatu przyrody Veľká Rača. Górny bieg potoku znajduje się w granicach CHKO Kysuce, zaś jego dolny bieg wyznacza północno-zachodnią granicę tego obszaru chronionego.